# 丁珝 (康熙進士)
丁珝（1623年—1683年），字羽玉，號覺民，浙江長興縣人。清朝學者、政治人物，康熙進士。

## 生平
康熙十一年（1672年）中式順天鄉試舉人。康熙十八年（1679年）登己未科年進士。少好韜略，晚年棄官，致力理學。

## 著作
有《聞知錄》及詩文集。